# Max Bär (Archivar)

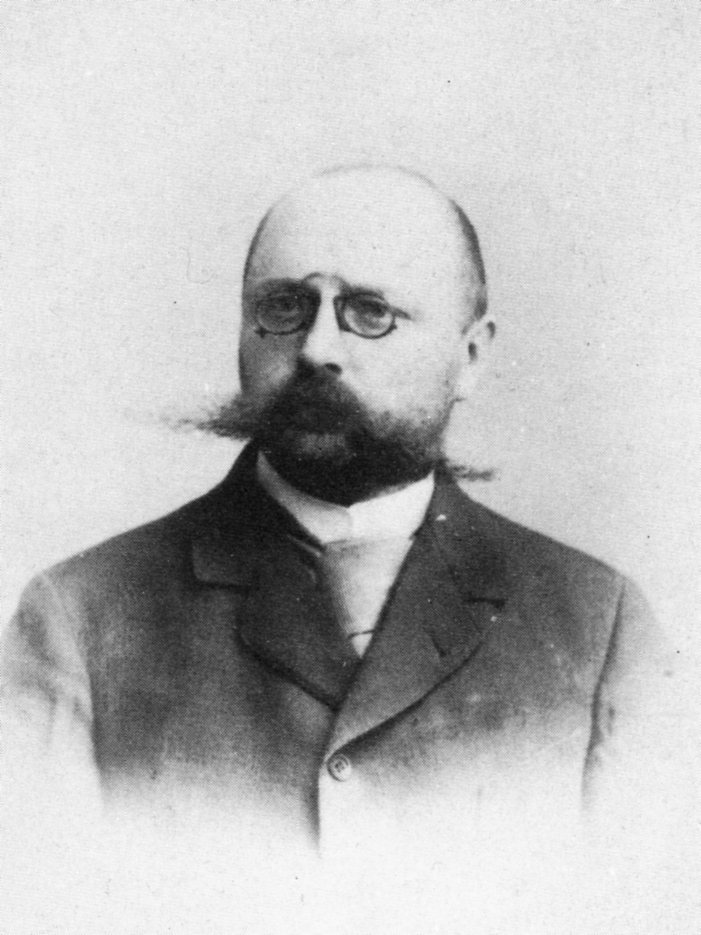
Max Bär, um 1895

Max Bär (* 21. Oktober 1855 in Groß-Tzschacksdorf; † 16. Mai 1928 in Koblenz) war deutscher Historiker und Archivar im preußischen Staatsdienst.

## Leben
Max Bär wurde am 21. Oktober 1855 in Groß-Tzschacksdorf als Sohn des Pfarrers Anton Gottlieb Baer (1818–1864) und seiner Frau Dorothea geb. Bernstorff geboren. Als er neun Jahre alt war, verstarb sein Vater. Wegen finanzieller Probleme zog die Mutter mit dem Sohn nach Cottbus. Obwohl sie hoffte, er würde wie sein Vater Pfarrer werden, studierte Bär an der Universität Leipzig Geschichte, Philologie und historische Hilfswissenschaften und wurde im Jahr 1880 an der Universität Jena promoviert. Während seines Studiums wurde er 1875 Mitglied der Leipziger Burschenschaft Germania.
Am 1. August 1880 begann er seine Laufbahn in der preußischen Archivverwaltung: Die Stelle in Posen bekleidete er bis 1883, die in Koblenz bis 1888, die in Stettin bis 1896 und die in Hannover bis 1897. In diesem Jahr wurde er kommissarischer Leiter des Staatsarchivs Osnabrück und bald darauf endgültig zu seinem Leiter berufen. Am 15. August 1901 wurde er Leiter des kurz zuvor gegründeten Staatsarchivs Danzig. Im Herbst 1912 wurde er zum Leiter des Staatsarchivs Koblenz berufen und war dort zehn Jahre lang bis zum Eintritt in den Ruhestand tätig. 
Bär führte in den Archiven eine Verzeichnungsmethode ein, die noch heute verwendet wird (Bär’sches Prinzip). Ferner steuerte er elf Artikel zur Allgemeinen Deutschen Biographie bei.
Am 9. April 1889 hatte Max Bär Margarete Zitelmann geehelicht, die einen Sohn und eine Tochter gebar. Am 16. Mai 1928 starb er in Koblenz und wurde neben seiner Frau bestattet. Die Max-Bär-Straße in Koblenz-Wallersheim erinnert an ihn.

## Veröffentlichungen (Auswahl)
- Die Politik Pommerns während des 30jährigen Krieges. Hirzel, Leipzig 1896.
- Der Adel und der adlige Grundbesitz in Polnisch-Preußen zur Zeit der preußischen Besitzergreifung. Nach Auszügen aus den Vasallenlisten und Grundbüchern. Leipzig 1911 (Digitalisat).
- Die Behördenverfassung der Rheinprovinz seit 1815. (= Publikationen der Gesellschaft für Rheinische Geschichtskunde, 35), Droste Verlag, Düsseldorf 1998 (Zweiter Nachdruck der Ausgabe Bonn 1919), ISBN 3-7700-7600-1, S. 254, 292.
- Aus der Geschichte der Stadt Koblenz: 1814–1914. Koblenz 1922.
- Jobst von Walthausen, der Kanzler Herzog Erichs des Jüngeren von Braunschweig-Lüneburg. Lax, Hildesheim 1923.
- Geschichte der Familie von Walthausen in Niedersachsen. 2 Bände, August Lax, Hildesheim / Leipzig 1929.
- Osnabrücker Urkundenbuch. Hrsg. gemeinsam mit Friedrich Philippi im Verein für Geschichte und Landeskunde von Osnabrück, Osnabrück 1892–1902.